# Стандарты информационной безопасности
Стандарты информационной безопасности — это методы, обычно изложенные в опубликованных материалах, которые используются для защиты киберсреды пользователя или организации.

## Международные стандарты
- BS 7799-1:2005 — Британский стандарт BS 7799 первая часть. BS 7799 Part 1 — Code of Practice for Information Security Management (Практические правила управления информационной безопасностью) описывает 127 механизмов контроля, необходимых для построения системы управления информационной безопасностью (СУИБ) организации, определённых на основе лучших примеров мирового опыта (best practices) в данной области. Этот документ служит практическим руководством по созданию СУИБ
- BS 7799-2:2005 — Британский стандарт BS 7799 вторая часть стандарта. BS 7799 Part 2 — Information Security management — specification for information security management systems (Спецификация системы управления информационной безопасностью) определяет спецификацию СУИБ. Вторая часть стандарта используется в качестве критериев при проведении официальной процедуры сертификации СУИБ организации.
- BS 7799-3:2006 — Британский стандарт BS 7799 третья часть стандарта. Новый стандарт в области управления рисками информационной безопасности
- ISO/IEC 17799:2005 — «Информационные технологии — Технологии безопасности — Практические правила менеджмента информационной безопасности». Международный стандарт, базирующийся на BS 7799-1:2005.
- ISO/IEC 27000 — Словарь и определения.
- ISO/IEC 27001 — «Информационные технологии — Методы обеспечения безопасности — Системы управления информационной безопасностью — Требования». Международный стандарт, базирующийся на BS 7799-2:2005.
- ISO/IEC 27002 — «Информационные технологии — Технологии безопасности — Практические правила менеджмента информационной безопасности». Дата выхода — 2007 год.
- ISO/IEC 27005 — Сейчас: BS 7799-3:2006 — Руководство по менеджменту рисков ИБ.
- ISO/IEC 31000 — Описание подхода к риск-менеджменту без привязки к ИТ/ИБ.
- German Information Security Agency. IT Baseline Protection Manual — Standard security safeguards (Руководство по базовому уровню защиты информационных технологий).

## Государственные (национальные) стандарты РФ
- ГОСТ Р 50922-2006 — Защита информации. Основные термины и определения.
- Р 50.1.053-2005 — Информационные технологии. Основные термины и определения в области технической защиты информации.
- ГОСТ Р 51188—98 — Защита информации. Испытание программных средств на наличие компьютерных вирусов. Типовое руководство.
- ГОСТ Р 51275-2006 — Защита информации. Объект информатизации. Факторы, воздействующие на информацию. Общие положения.
- ГОСТ Р ИСО/МЭК 15408-1-2012 — Информационная технология. Методы и средства обеспечения безопасности. Критерии оценки безопасности информационных технологий. Часть 1. Введение и общая модель.
- ГОСТ Р ИСО/МЭК 15408-2-2013 — Информационная технология. Методы и средства обеспечения безопасности. Критерии оценки безопасности информационных технологий. Часть 2. Функциональные требования безопасности.
- ГОСТ Р ИСО/МЭК 15408-3-2013 — Информационная технология. Методы и средства обеспечения безопасности. Критерии оценки безопасности информационных технологий. Часть 3. Требования доверия к безопасности.
- ГОСТ Р ИСО/МЭК 15408 — «Общие критерии оценки безопасности информационных технологий» — стандарт, определяющий инструменты и методику оценки безопасности информационных продуктов и систем; он содержит перечень требований, по которым можно сравнивать результаты независимых оценок безопасности — благодаря чему потребитель принимает решение о безопасности продуктов. Сфера приложения «Общих критериев» — защита информации от несанкционированного доступа, модификации или утечки, и другие способы защиты, реализуемые аппаратными и программными средствами.
- ГОСТ Р ИСО/МЭК 27001 — «Информационные технологии. Методы безопасности. Система управления безопасностью информации. Требования». Прямое применение международного стандарта — ISO/IEC/IBS21 27001:2005.
- ГОСТ Р 51898-2002 — Аспекты безопасности. Правила включения в стандарты.

## Руководящие документы
- РД СВТ. Защита от НСД. Показатели защищенности от НСД к информации Архивная копия от 15 июля 2017 на Wayback Machine — содержит описание показателей защищенности информационных систем и требования к классам защищенности  (Дата обращения: 26 июля 2017).

## Нормативные документы ИБ
- Стандарт Банка России СТО БР ИББС-1.0-2014 — Стандарт Банка России: «Обеспечение информационной безопасности организаций банковской системы Российской Федерации. Общие положения».
- PCI DSS (Payment Card Industry Data Security Standard) — Стандарт безопасности данных индустрии платёжных карт.